# بورگفیلد
بورگفیلد (به انگلیسی: Burghfield) یک روستا و محله مدنی در بریتانیا است که در بارکشر غربی واقع شده‌است. بورگفیلد ۱۷٫۱۱ کیلومتر مربع مساحت و ۵٬۹۵۵ نفر جمعیت دارد.